# Столітник алоеподібний
{{#ifeq:0|0|{{#if:Aloina aloides|{{#if:|[[]}}|[[]]}}}}
Столітник алоеподібний (Aloina aloides) — вид мохів порядку потіальних (Pottiales).

## Поширення
Батьківщиною є Європа, Африка, Північна Америка, Азія, Австралія.